# Robert Stratil (Filmarchitekt)
Robert Stratil (* 30. März 1919 in Mährisch-Ostrau, Tschechoslowakei; † 8. August 1976 in München) war ein deutscher Filmarchitekt.

## Leben und Wirken
Stratil hatte während des Zweiten Weltkriegs in Brünn, im damaligen Protektorat Böhmen und Mähren, ein Architekturstudium begonnen. 1945 musste er aus der Tschechoslowakei fliehen und ließ sich in München nieder. Dort begann er seine berufliche Laufbahn im Architekturbüro Otto Jaindl der Bavaria-Filmproduktion, wo er sein filmisches Rüstzeug beim Filmarchitekten Hans Berthel erhielt.
An der Seite Berthels arbeitete Stratil ab 1955 als gleichberechtigter Partner bis zu Beginn der 60er Jahre an führenden Unterhaltungsproduktionen wie Helmut Käutners Himmel ohne Sterne, Axel von Ambessers Der Pauker und Helmut Ashleys Das schwarze Schaf. Anfang der 60er Jahre war Stratil auch an einigen in Deutschland entstandenen US-Produktionen, darunter Eins, zwei, drei, beteiligt.
Im Laufe der 60er Jahre verlagerte Robert Stratil, der mehrfach an Produktionen mit Heinz Rühmann gearbeitet hatte und 1965/66 bei diversen Filmen dem Kollegen Wolf Englert zugeteilt gewesen war, sein Betätigungsfeld mehr und mehr in Richtung Fernsehen. Dort arbeitete der Szenenbildner zuletzt an den Serien Der Vater und sein Sohn, Der Kommissar, Pater Brown und Kli-Kla-Klawitter.

## Filmografie (Kino)
- 1955: Himmel ohne Sterne
- 1955: Ich suche Dich
- 1956: Rose Bernd
- 1957: Casino de Paris
- 1957: Meine schöne Mama
- 1957: Der Arzt von Stalingrad
- 1958: … und nichts als die Wahrheit
- 1958: Der Pauker
- 1958: Dorothea Angermann
- 1959: Liebe auf krummen Beinen
- 1959: Arzt ohne Gewissen
- 1960: Das schwarze Schaf
- 1960: Eine Frau fürs ganze Leben
- 1960: Auf Engel schießt man nicht
- 1960: Panzer nach vorn (Armored Command)
- 1961: Der Transport
- 1961: Eins, zwei, drei
- 1962: Die Rote
- 1963: Die Rache des Jebal Deeks (TV)
- 1963: Die zwölf Geschworenen (TV)
- 1964: Vorsicht Mister Dodd
- 1965: Die Herren
- 1965: Die fromme Helene
- 1965: Ich suche einen Mann
- 1966: Kommissar Freytag (TV-Serie)
- 1966: Grieche sucht Griechin
- 1966: Onkel Filser – Allerneueste Lausbubengeschichten
- 1966/67: Familie Hansen (TV-Serie)
- 1967: Liebesnächte in der Taiga
- 1968: Eine Frau sucht Liebe
- 1968/69: Der Kommissar (drei der ersten vier Folgen dieser Krimiserie)
- 1969: Spion unter der Haube (TV)
- 1969: Gefährliche Neugier (TV)
- 1969–72: Pater Brown
- 1970: Krebsstation (TV-Zweiteiler)
- 1971: Der Mann aus London (TV)
- 1971: Die Nacht von Lissabon (TV)
- 1972: Die liebestollen Apothekerstöchter
- 1973: Eine egoistische Liebe (TV)
- 1974: Kli-Kla-Klawitter (TV-Reihe)
- 1975: Das chinesische Wunder (UA: 1977)